# Hymn Kambodży
Nokoreach (khm. បទនគររាជ, tłum. Majestatyczne królestwo) – hymn państwowy Kambodży w latach 1941–1970, 1975–1976 i od 1993 roku. Słowa napisał Chuon Nat, a muzykę skomponowali na bazie ludowej melodii kambodżańskiej François  Perruchot i Jean Jekyll z pomocą króla Norodoma Suramarita.

## Słowa khmerskie
សូមពួកទេវត្តា រក្សាមហាក្សត្រយើង
អោយបានរុងរឿង ដោយជ័យមង្គលសិរីសួស្តី
យើងខ្ញុំព្រះអង្គ សូមជ្រកក្រោមម្លប់ព្រះបារមី
នៃព្រះនរបតី វង្សក្សត្រាដែលសាងប្រាសាទថ្ម
គ្រប់គ្រងដែនខ្មែរ បុរាណថ្កើងថ្កាន។
ប្រាសាទសីលា កំបាំងកណ្តាលព្រៃ
គួរអោយស្រមៃ នឹកដល់យសស័ក្តិមហានគរ
ជាតិខ្មែរដូចថ្មគង់វង្សនៅល្អរឹងប៉ឹងជំហរ
យើងសង្ឃឹមពរ ភ័ព្វព្រេងសំណាងរបស់កម្ពុជា
មហារដ្ឋកើតមាន យូរអង្វែងហើយ។
គ្រប់វត្តអារាម ឮតែសូរស័ព្ទធម៌
សូត្រដោយអំណរ រំឮកគុណពុទ្ធសាសនា
ចូរយើងជាអ្នក ជឿជាក់ស្មោះស្ម័គ្រតាមបែបដូនតា
គង់តែទេវត្តានឹងជួយជ្រោមជ្រែង ផ្គត់ផ្គង់ប្រយោជន៍ឱយ
ដល់ប្រទេសខ្មែរ ជាមហានគរ។

## Transkrypcja oficjalnych słów khmerskich
Som pouk tepda rak sa moha khsath yeung
Oy ben roung roeung doy chey monkol srey soursdey
Yeung Khnom preah ang som chrok Krom molup preah Baromey
Ney preah Noropdey vong Khsattra del sang preah sat thmr
Kroup Kraung dèn Khmer borann thkoeung thkann.
Prasath séla kombang kan dal prey
Kuor oy srmay noeuk dl yuos sak Moha Nokor
Cheat Khmer dauch Thmar kong vong ny lar rung peung chom hor.
Yeung sang Khim por pheap preng samnang robuos Kampuchea.
Moha rth koeut mien you ang veanh hey.
Kroup vath aram lu tè so sap thoeur
Sot doy am no rom lik koun poth sasna
Chol yeung chea neak thioeur thiak smos smak tam bep donnta
Kong tè thévoda nùng chuoy chrom chrèng phkot phkang pra yoch oy
Dol prateah Khmer chea Moha Nokor

## Tłumaczenie polskie
Niebiosa chrońcie Króla, ześlijcie mu sławę i radość
by królował nad naszymi duszami i przyszłością.
Niech On jeden, potomek suwerennych budowniczych,
prowadzi dumne odwieczne królestwo.
Uśpione w lasach świątynie pamiętają splendor Moha Nokor.
Jako skała wieczny jest naród Khmerów.
Ufajmy losowi wyznaczonemu Kampuczy
imperium które rzuca wyzwanie wiekom.
Pieśni wznoszą się ze świątyń na cześć naszej wiary buddyjskiej.
Bądźmy wierni wierze naszych dziadów
By Niebiosa zesłały swe bogactwa
na starożytne państwo Khmerów, Moha Nokor.